# Heleanna
Heleanna is een geslacht van vlinders van de familie bladrollers (Tortricidae), uit de onderfamilie Olethreutinae.

## Soorten
- H. melanomochla (Meyrick, 1936)
- H. physalodes (Meyrick, 1926)